# It's Dark and Hell Is Hot
It's Dark and Hell Is Hot — дебютний студійний альбом американського репера DMX, випущений 12 травня 1998 року на лейблах Ruff Ryders Entertainment і Def Jam Recordings. В альбом увійшли чотири сингли: «Get at Me Dog», «Stop Being Greedy», «How's It Goin' Down» і «Ruff Ryders' Anthem», на які також були зняті відеокліпи. Альбом вважається «класикою» багатьма фанатами хіп-хопу та критиками. Альбом записувався з вересня 1996 до 1998 року.

## Про альбом

### Стиль
При записі альбому DMX співпрацював з такими продюсерами, як Irv Gotti, P.K., Dame Grease та Swizz Beatz. Кожен із них зробив особливі інструментали до пісень. Особливу «готичну» музику до пісень із It's Dark and Hell Is Hot зробив P.K.; тематикою багатьох є насильство. DMX широко відомий через свій голос: грубий, схожий на собачий гавкіт або рик, який чутний протягом усього альбому. Багато пісень з It's Dark and Hell Is Hot містять похмурі та жорстокі тексти зі згадкою про жорстокість та насильство. Порівняно з такими піснями, як «Intro» або «X-Is Coming», треки «Ruff Ryders' Anthem» і «How's It Goin' Down» мають набагато більш м'яку тематику. Також на альбомі є різні філософські та вдумливі теми в таких піснях, як «Let Me Fly», «For My Dogs» та деяких інших.

### Ліричні теми
It's Dark and Hell Is Hot відомий такими жорстокими піснями як «Intro», «X-Is Coming», та іншими. Також в альбомі описується важке минуле DMX, про яке розповідають, наприклад, пісні «Look Thru My Eyes» і «Let Me Fly». Також присутні теми кохання, ненависті та бога. На відміну від інших хіп-хоп-альбомів, на платівці DMX присутні молитви та спілкування з Богом.
Критик Rolling Stone, Майлз Маршалл Льюїс, процитував такі рядки з пісні «X-Is Coming»: «Якщо в тебе є дочка старше п'ятнадцяти років, я зґвалтую її/ Візьму її на підлозі вітальні, прямо тут, у тебе на очах/ А потім спитаю тебе серйозно: Що ти хочеш зробити?». У своїй відповіді на зміст альбому Майлз Маршалл Льюїс відповів: «Навіть у напрямку хардкор-репу DMX виходить за бліді рамки». Деякі з найбільш насильницьких пісень DMX, натхнених жахом, злочинністю та хардкором, дозволили реперу створити стиль, який пізніше почав домінувати у частині реп-індустрії. Прикладом цього стали ранні пісні «Gotti Style» (з участю Ja Rule), «Read About It» (з участю Ja Rule), багато невиданих фрістайлів.

## Рецензія
Відгуки критиків переважно були позитивні. На AllMusic зазначили: «На відміну від багатьох інших хардкор-реперів, DMX створює «агресивну ауру», навіть якщо мовчить». Критики назвали альбом одним із найкращих хардкор-альбомів у хіп-хопі. DMX був високо оцінений за образи та лірику альбому.

## Комерційний успіх
It's Dark and Hell Is Hot мав комерційний успіх, розійшовшись тиражем понад чотири мільйони копій по всьому світу. Першого тижня було продано 251,000 копій, і альбом дебютував на першому місці в чарті Billboard 200. 18 грудня 2000 року був сертифікований як «4-х платиновий» Американською асоціацією звукозаписних компаній.

## Спадок
Ендрю Р. Чоу з журналу Time опублікував статтю про альбом у день смерті DMX (9 квітня 2021 року), зазначивши: «Тоді 27-річний Ерл Сіммонс, більш відомий як DMX, випустив свій дебютний альбом It's Dark and Hell Is Hot, і все змінилося. Альбом був сповнений жорстокого нігілізму, карколомних історій про зраду та помсту, а також його наслідування гавкання та скиглення собак; ритми були грубими та скелетними. Замість того, щоб бути відхиленим чи розкритим, альбом одразу стрімко піднявся на вершину чартів, продавши 251 000 примірників за перший тиждень у США, коли такі пісні, як «Ruff Ryders' Anthem», лунали з кожної автомагнітоли в Нью-Йорку та за його межами». Він також писав, що цей альбом став каталізатором кар’єри американського продюсера Swizz Beatz та вплинув на таких артистів, як американський репер Denzel Curry, який назвав його одним із своїх улюблених альбомів. Nas згадував у 2013 році: «Це був рік, коли DMX захопив світ».
У 2015 році Pitchfork написав: «Дебютний альбом від DMX — це пекло репу Данте. Його сумнозвісна присутність на сцені та агресія дали голос безголосим на вулицях Нью-Йорка та в одну ніч змінили курс хіп-хопу». У 2022 році Rolling Stone поставив альбом на двадцять друге місце у своєму списку 200 найкращих хіп-хоп альбомів усіх часів.
Канадський музикант Дрейк вставив «How's It Goin' Down» у свою пісню «U With Me» 2016 року. Він особисто запитав дозвіл у DMX.

## Список композицій
| #       | Назва                                                       | Автор                                                                                          | Продюсер(и)                               | Тривалість |
| ------- | ----------------------------------------------------------- | ---------------------------------------------------------------------------------------------- | ----------------------------------------- | ---------- |
| 1.      | «Intro»                                                     | Earl Simmons Irving Lorenzo James Mtume                                                        | Irv Gotti Lil Rob                         | 4:10       |
| 2.      | «Ruff Ryders' Anthem»                                       | Simmons Kaseem Dean                                                                            | Swizz Beatz                               | 3:34       |
| 3.      | «Fuckin' wit' D»                                            | Simmons Anthony Fields Damon Blackman Larry Mizell Alphonso Mizell                             | PK Dame Grease (дод.)                     | 2:18       |
| 4.      | «The Storm (skit)»                                          | Simmons Blackman Fields Joaquin Dean Mad Man                                                   | Dame Grease PK Waah (дод.) Mad Man (дод.) | 1:01       |
| 5.      | «Look Thru My Eyes»                                         | Simmons Fields Blackman                                                                        | PK Dame Grease (спів.)                    | 3:51       |
| 6.      | «Get At Me Dog» (за участю Sheek Louch)                     | Simmons Irv Gotti Fields Blackman Sam Taylor                                                   | Dame Grease PK (дод.)                     | 4:03       |
| 7.      | «Let Me Fly»                                                | Simmons Blackman Richard Frierson Manuel Alejandro Ana Magdalena                               | Dame Grease Young Lord (дод.)             | 4:13       |
| 8.      | «X-Is Coming»                                               | Simmons Fields                                                                                 | PK                                        | 4:19       |
| 9.      | «Damien»                                                    | Simmons Blackman                                                                               | Dame Grease                               | 3:42       |
| 10.     | «How's It Goin' Down»                                       | Simmons Fields                                                                                 | PK                                        | 4:43       |
| 11.     | «Mickey (skit)»                                             | Simmons Fields J. Dean Rajah Winn                                                              | PK                                        | 0:25       |
| 12.     | «Crime Story»                                               | Simmons Lorenzo Freddie Perren                                                                 | Irv Gotti Lil Rob                         | 3:48       |
| 13.     | «Stop Being Greedy»                                         | Simmons Fields Michael Masser                                                                  | PK Dame Grease (дод.)                     | 3:37       |
| 14.     | «ATF»                                                       | Simmons Blackman                                                                               | Dame Grease                               | 1:56       |
| 15.     | «For My Dogs» (за участю Big Stan, Loose, Kasino і Drag-On) | Simmons Blackman Dennis Joyner Kendall Carter Kimani Davis Mel Jason Smalls                    | Dame Grease                               | 4:11       |
| 16.     | «I Can Feel It»                                             | Simmons Blackman Phil Collins                                                                  | Dame Grease                               | 4:13       |
| 17.     | «Prayer (skit)»                                             | Simmons                                                                                        | Dame Grease                               | 2:32       |
| 18.     | «The Convo»                                                 | Simmons Blackman Barry Alan Gibb Maurice Ernest Gibb Robin Hugh Gibb Ed Penney Jerry Gillespie | Dame Grease                               | 3:34       |
| 19.     | «Niggaz Done Started Something» (за участю The Lox і Mase)  | Simmons Blackman Jason Phillips Sean Jacobs David Styles Mason Betha                           | Dame Grease                               | 5:14       |
| 1:05:15 |                                                             |                                                                                                |                                           |            |

## Чарти
| Чарт (1998)                            | Найвища позиція |
| -------------------------------------- | --------------- |
| Канада Canadian Albums (Billboard)     | 15              |
| Велика Британія UK Albums (OCC)        | 89              |
| Велика Британія UK R&B Albums (OCC)    | 11              |
| США Billboard 200                      | 1               |
| США Top R&B/Hip-Hop Albums (Billboard) | 1               |

| Чарт (2021)                                | Найвища позиція |
| ------------------------------------------ | --------------- |
| Бельгія Belgian Albums (Ultratop Flanders) | 185             |

| Чарт (1998)                           | Позиція |
| ------------------------------------- | ------- |
| US Billboard 200                      | 34      |
| US Top R&B/Hip-Hop Albums (Billboard) | 2       |

| Чарт (1999)                           | Позиція |
| ------------------------------------- | ------- |
| US Billboard 200                      | 33      |
| US Top R&B/Hip-Hop Albums (Billboard) | 16      |

## Сертифікації
| Регіон                                                                                          | Сертифікація  | Продажі    |
| ----------------------------------------------------------------------------------------------- | ------------- | ---------- |
| Канада (Music Canada)                                                                           | Платиновий    | 100 000^   |
| Велика Британія (BPI)                                                                           | Золотий       | 100 000*   |
| США (RIAA)                                                                                      | 4× Платиновий | 4 000 000^ |
| *продажі, що базуються лише на сертифікаціях ^відвантаження, що базуються лише на сертифікаціях |               |            |